# 마찰음
마찰음(摩擦音, Fricative, 문화어: 스침소리)은 닿소리를 발음할 때 공기가 좁은 틈을 통과되면서 발생하는 마찰을 이용해서 내는 소리이다. 갈이소리라고도 한다. 통과하는 공기가 치아 쪽으로 빠져나갈 때를 치측 마찰음 또는 치찰음이라 한다.

### 국제 음성 기호

#### 치찰음
|            | 안울림소리                | 울림소리                  |
| ---------- | ------------------------- | ------------------------- |
| 치음       | [s̪] 무성 치 치측 마찰음   | [z̪] 유성 치 치측 마찰음   |
| 치경음     | [s] 무성 치경 마찰음      | [z] 유성 치경 마찰음      |
| 치경구개음 | [ɕ] 무성 치경구개 마찰음  | [ʑ] 유성 치경구개 마찰음  |
| 후치경음   | [ʃ] 무성 후치경 마찰음    | [ʒ] 유성 후치경 마찰음    |
| 권설음     | [ʂ] 무성 권설 치찰 마찰음 | [ʐ] 유성 권설 치찰 마찰음 |

#### 비 치찰음
|          | 안울림소리                | 울림소리                  |
| -------- | ------------------------- | ------------------------- |
| 양순음   | [ɸ] 무성 양순 마찰음      | [β] 유성 양순 마찰음      |
| 순치음   | [f] 무성 순치 마찰음      | [v] 유성 순치 마찰음      |
| 치음     | [θ] 무성 치 비치찰 마찰음 | [ð] 유성 치 비치찰 마찰음 |
| 경구개음 | [ç] 무성 경구개 마찰음    | [ʝ] 유성 경구개 마찰음    |
| 연구개음 | [x] 무성 연구개 마찰음    | [ɣ] 유성 연구개 마찰음    |
| 구개수음 | [χ] 무성 구개수 마찰음    | [ʁ] 유성 구개수 마찰음    |
| 후두개음 | [ʜ] 무성 후두개 마찰음    | [ʢ] 유성 후두개 마찰음    |
| 인두음   | [ħ] 무성 인두 마찰음      | [ʕ] 유성 인두 마찰음      |

#### 설측음
|          | 안울림소리                          | 울림소리                     |
| -------- | ----------------------------------- | ---------------------------- |
| 치경음   | [ɬ] 무성 치경 설측 마찰음           | [ɮ] 유성 치경 설측 마찰음    |
| 경구개음 | [ʎ̥˔] 무성 경구개 설측 마찰음        | [ʎ˔] 유성 경구개 설측 마찰음 |
| 권설음   | [ɭ̥˔] 또는 [ꞎ] 무성 권설 설측 마찰음 | [ɭ˔] 유성 권설 설측 마찰음   |
| 연구개음 | [ʟ̝̊] 무성 연구개 설측 마찰음         | [ʟ̝] 유성 연구개 설측 마찰음  |

#### 유사 마찰음
|        | 센소리               | 여린소리             |
| ------ | -------------------- | -------------------- |
| 성문음 | [h] 무성 성문 반찰음 | [ɦ] 유성 성문 반찰음 |

### 한국어 (한글)
- ㅅ·ㅆ
  - 뒤에 /i, j, y, ɥ/가 오지 않음: 무성 치경 마찰음 [s]
  - /i, j, y, ɥ/ 앞에서: 무성 치경구개 마찰음 [ɕ]
- ㅎ
  - 첫소리에서 뒤에 /i, j, y, ɥ, ɯ, ɰ, u, w/가 따르지 않음: 무성 성문 반찰음 [h]
  - 첫소리에서 뒤에  /i, j, y, ɥ/가 옴: 무성 경구개 마찰음 [ç]
  - 첫소리에서 뒤에 /ɯ, ɰ/가 옴: 무성 연구개 마찰음 [x]
  - 첫소리에서 뒤에 /u, w/가 옴: 순음화 무성 양순 마찰음: [ɸʷ]
  - 모음이나 유성음과 모음 사이: 유성 성문 반찰음 [ɦ]